# بنقردان الجنوبية
بنقردان الجنوبية هي عمادة تونسية تابعة لمعتمدية بنقردان، تمثل النصف الجنوبي من مركز مدينة بنقردان وتبلغ مساحتها 7 كلم مربع، بلغ عدد سكانها 7.160 نسمة حسب آخر إحصائيات سنة 2014

### مواضيع ذات علاقة
- معتمدية بنقردان.
- ولاية مدنين.